# Anikó Pelle
Anikó Pelle (28 de setembro de 1978) é uma jogadora de polo aquático húngara, naturalizada italiana.

## Carreira
Pelle até 2008 atuou pela Hungria, com duas Olimpíadas pela nação pátria.
Anikó Pelle integrou o elenco da Seleção Italiana de Polo Aquático Feminino em Londres 2012, que foi sétima colocada.